# 不知火検校
『不知火検校』（しらぬいけんぎょう）は、1960年公開の日本映画。

## 概要
ストーリーは､弱者のはずの盲人の按摩が、他人の弱みにつけ込んだり、
強姦、殺人を平然と犯すなど、悪事を重ねて地位を上げていくという、盲人世界の中の悪漢物語である。同じ主演者勝新太郎によるこの後の映画座頭市シリーズの先駆けともいえる。
1954年、映画『花の白虎隊』で市川雷蔵と共に俳優人生をスタートさせるも、雷蔵の活躍に大きく差を付けられていた勝新太郎だが、この作品はヒットし、演技の面でもようやく俳優として認められた作品である。

## スタッフ
- 企画：奥田久司
- 原作：宇野信夫
- 脚本：犬塚稔
- 監督：森一生
- 撮影：牧浦地志
- 録音：大谷巌
- 美術：太田誠一
- 照明：中岡源権
- 音楽：斎藤一郎
- 編集：谷口孝司
- 装置：三輪良樹
- 擬斗：宮内昌平
- 助監督：井上昭
- 製作主任：村上忠男
- 三味線：杵屋勝雄・杵屋三十朗

## キャスト
- 杉の市：勝新太郎
- 浪江：中村玉緒
- おはん：近藤美恵子
- 房五郎：鶴見丈二
- 岩井藤十郎：丹羽又三郎
- おしん：倉田マユミ
- 鳥羽屋丹治：安部徹
- 生首の倉吉：須賀不二男
- おすみ：浜世津子
- 七兵衛：丸山修
- 初代不知火検校：荒木忍
- おらん：若杉曜子
- 平野屋藤兵衛：嵐三右衛門
- 留吉：丸凡太（少年時代：佐藤幸平）
- おきみ：山本弘子
- 鳥羽屋玉太郎：伊沢一郎
- 勘次：光岡龍三郎
- 参平：寺島雄作
- 水野玄蕃：寺島貢
- 門前町の由松：水原浩一
- 仙兵衛：東良之助
- 為五郎：市川謹也
- 長次郎：高倉一郎
- 石坂喜内：原聖四郎
- 土岐又五郎：伊達三郎
- 七之助：武智雅文
- 名主：玉置一恵
- 山田節蔵：藤川準
- 弥の市：浜田雄史
- 住の市：沖時男
- おくみ：井上昭子
- 長屋の男：芝田総二